# Royal Rumble (2010)
Royal Rumble 2010 va ser l'edició número 23 del Royal Rumble, un show de pagament que pertany a la World Wrestling Entertainment. Va celebrar-se el 31 de gener des del Philips Arena, a Atlanta, Geòrgia. Els temes oficials varen ser Martyr No More, de Fozzy, i Hero, de Skillet. Fou l'últim Royal Rumble on va participar l'ECW.

## Resultats
- Dark Match: Gail Kim, Kelly Kelly, Eve & The Bella Twins (Brie & Nikki) derrotaren Maryse, Alicia Fox, Jillian, Katie Lea Burchill & Natalya.
- Christian va derrotar Ezequiel Jackson retenint el Campionat de la ECW amb un "Killswitch".
- The Miz va derrotar MVP retenint el WWE United States Championship amb un "Inside Cradle".
- Sheamus derrotà Randy Orton per descalificació retenint el WWE Championship.
- Mickie James derrotà Michelle McCool guanyant el WWE Women's Championship amb un "Mickie-DDT".
- The Undertaker derrotà Rey Mysterio retenint el WWE World Heavyweight Championship amb un "Last Ride".
- Edge va guanyar la Royal Rumble Match eliminant en últim lloc John Cena.

## Royal Rumble entrades i eliminacions

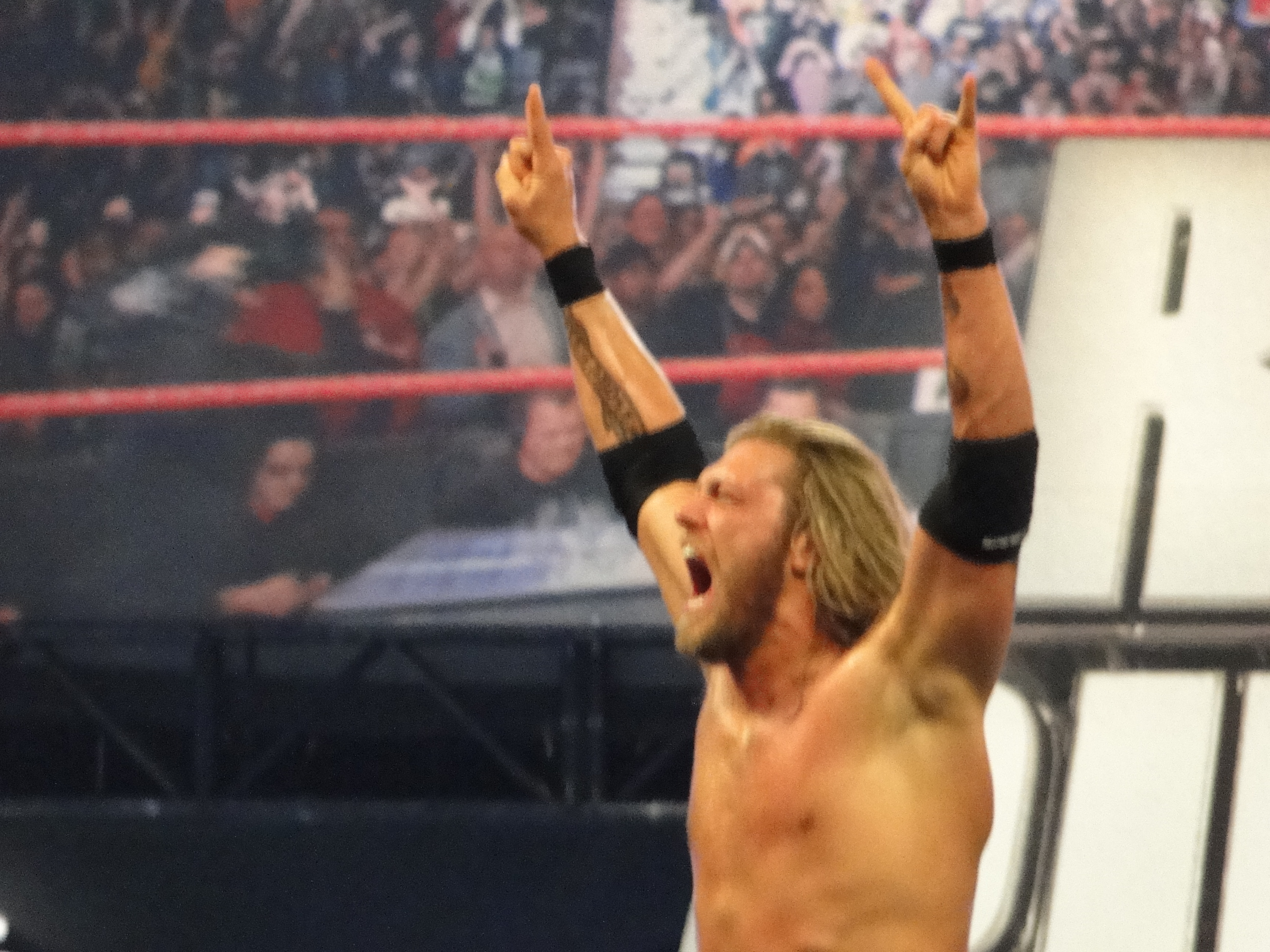
Edge, guanyador del Royal Rumble 2010.

Vermell ██ Superestrelles de Raw, Blau ██ Superestrelles de Smackdown, i Gris ██ Superestrelles d'ECW.
| Entrades | Entrades         | Eliminat per | Eliminat per        | Temps |
| -------- | ---------------- | ------------ | ------------------- | ----- |
| 1        | Dolph Ziggler    | 2            | CM Punk             | 2:29  |
| 2        | Evan Bourne      | 1            | CM Punk             | 2:26  |
| 3        | CM Punk          | 7            | Triple H            | 10:04 |
| 4        | JTG              | 3            | CM Punk             | 0:25  |
| 5        | The Great Khali  | 4            | Beth Phoenix        | 1:39  |
| 6        | Beth Phoenix     | 5            | CM Punk             | 1:38  |
| 7        | Zack Ryder       | 6            | CM Punk             | 0:32  |
| 8        | Triple H         | 17           | Shawn Michaels      | 17:51 |
| 9        | Drew McIntyre    | 16           | Triple H & Michaels | 14:43 |
| 10       | Ted Dibiase      | 14           | Shawn Michaels      | 12:40 |
| 11       | John Morrison    | 15           | Shawn Michaels      | 11:37 |
| 12       | Kane             | 11           | Triple H            | 7:59  |
| 13       | Cody Rhodes      | 13           | Shawn Michaels      | 7:54  |
| 14       | MVP              | 9            | The Miz             | 0:07  |
| 15       | Carlito          | 12           | Shawn Michaels      | 4:34  |
| 16       | The Miz          | 8            | MVP                 | 0:17  |
| 17       | Matt Hardy       | 10           | Kane                | 0:20  |
| 18       | Shawn Michaels   | 27           | Batista             | 20:45 |
| 19       | John Cena        | 29           | Edge                | 22:11 |
| 20       | Shelton Benjamin | 18           | John Cena           | 0:55  |
| 21       | Yoshi Tatsu      | 19           | John Cena           | 0:29  |
| 22       | The Big Show     | 21           | R-Truth             | 4:04  |
| 23       | Mark Henry       | 22           | R-Truth             | 2:24  |
| 24       | Chris Masters    | 20           | Big Show            | 0:29  |
| 25       | R-Truth          | 24           | Kofi Kingston       | 4:09  |
| 26       | Jack Swagger     | 23           | Kofi Kingston       | 2:06  |
| 27       | Kofi Kingston    | 25           | John Cena           | 2:51  |
| 28       | Chris Jericho    | 26           | Edge                | 2:24  |
| 29       | Edge             | -            | Guanyador           | 7:19  |
| 30       | Batista          | 28           | John Cena           | 5:24  |